# Паскулли, Педро
Пе́дро Па́бло Паску́лли (исп. Pedro Pablo Pasculli; 17 мая 1960, Санта-Фе) — аргентинский футболист, нападающий, сейчас работает тренером.

## Карьера
Педро Паскулли начал карьеру в клубе «Колон», где выступал 3 года, проведя 24 матча и забив 6 голов. Затем он перешёл в «Архентинос Хуниорс», где играл 5 лет. С этим клубом Паскульи выиграл два чемпионата Аргентины. Всего за клуб он провёл 203 матча и забил 87 голов.
В 1985 году он уехал в Италию, в клуб «Лечче». За этот клуб аргентинец играл 7 лет, став любимцем публики, поддерживавшей игрока перекличкой «ПедроПабло-ПедроПабло». Он забил в составе команды наибольшее число голов среди всех иностранных футболистов; этот рекорд продержался до 2004 года, когда его побил Эрнесто Чевантон.
В 1993 году Педро вернулся на родину, где недолго играл за «Ньюэллс Олд Бойз». После этого у него наступил период отдыха, в котором он почти полтора года не выходил на поле. В 1994 году он перешёл в японскую команду «ПиДжейЭм Футурес», где провёл 1 год, забив 17 голов в 29 матчах. Затем он играл за клуб серии D «Казертана» и индонезийский клуб «Пелита Джая».
В период с 1984 по 1987 год Паскулли играл за сборную Аргентины, проведя в её составе 20 матчей и забив 5 голов. В 1986 году он выиграл в составе «Альбиселесты» титул чемпиона мира; при этом на самом турнире футболист провёл две игры, во второй из которых забил победный мяч в ворота Уругвая, который вывел команду в 1/4 финала соревнования. Через год он поехал со сборной на Кубок Америки, однако на поле не выходил.
После завершения карьеры футболиста, Паскулли стал тренером. Он работал со сборной Италии по пляжному футболу, командами «Виртус Энтелла», «Пьетро Вернотико», «Вербания» и сборной Уганды.
В 2005 году Паскулли ушёл в клуб «Динамо» (Тирана), где был сначала тренером, а затем техническим директором. С этой командой Педро выиграл бронзовые медали чемпионата Албании 2004/05. Затем он возвратился в Италию, где работал с «Оратиана Веноза», «Тома Малье» и с октября 2010 года по 2011 год с клубом «Патерно».

## Достижения

### Командные
- Чемпион Аргентины: 1984 (Метрополитано), 1985 (Насьональ)
- Чемпион мира: 1986

### Личные
- Лучший бомбардир чемпионата Аргентины: 1984 («Насьональ», 10 голов)